# Юлекаке

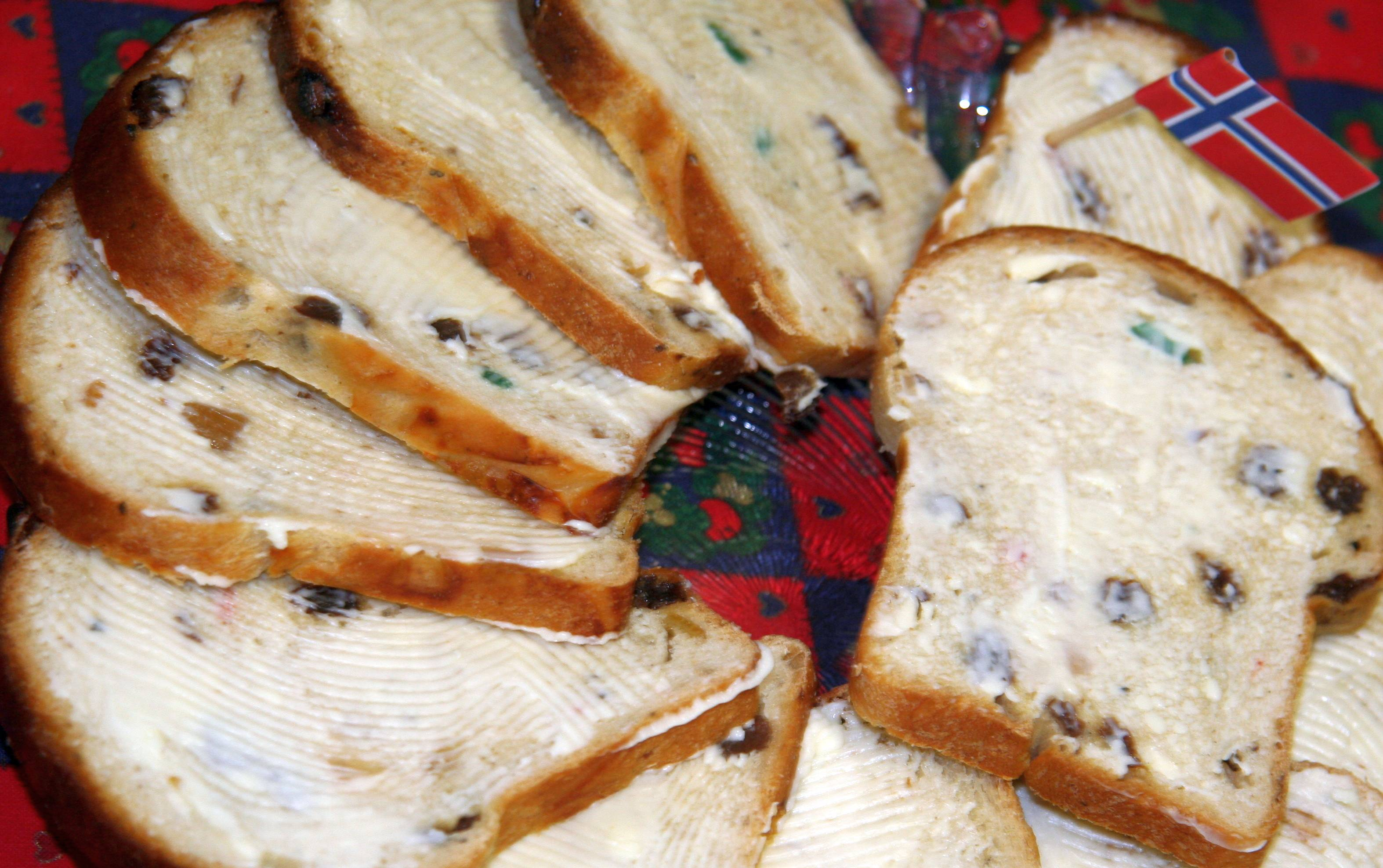
Норвежский юлекаке или «рождественский хлеб»

Юлекаке (норв. Julekake) — норвежская рождественская выпечка. Это дрожжевой пирог или кекс, приготовленный из сливочного масла и сахара, приправленный кардамоном и содержащий цукаты, изюм и миндаль . Его также иногда называют «рождественским хлебом» вместо кекса. Юлекаке можно есть теплым или поджарить в тостере и подавать с маслом .

## Приготовление
Пирог готовится путем смешивания сахара с теплым кипяченым молоком, солью и кардамоном, затем к смеси добавляются дрожжи, а затем овсяные хлопья, масло и яйцо. После того, как мука смешана с сухофруктами и цукатами, хлеб замешивают, смазывают  сверху маслом, а затем оставляют для подъема. Используют два подъема теста.